# الطاقة في تركيا

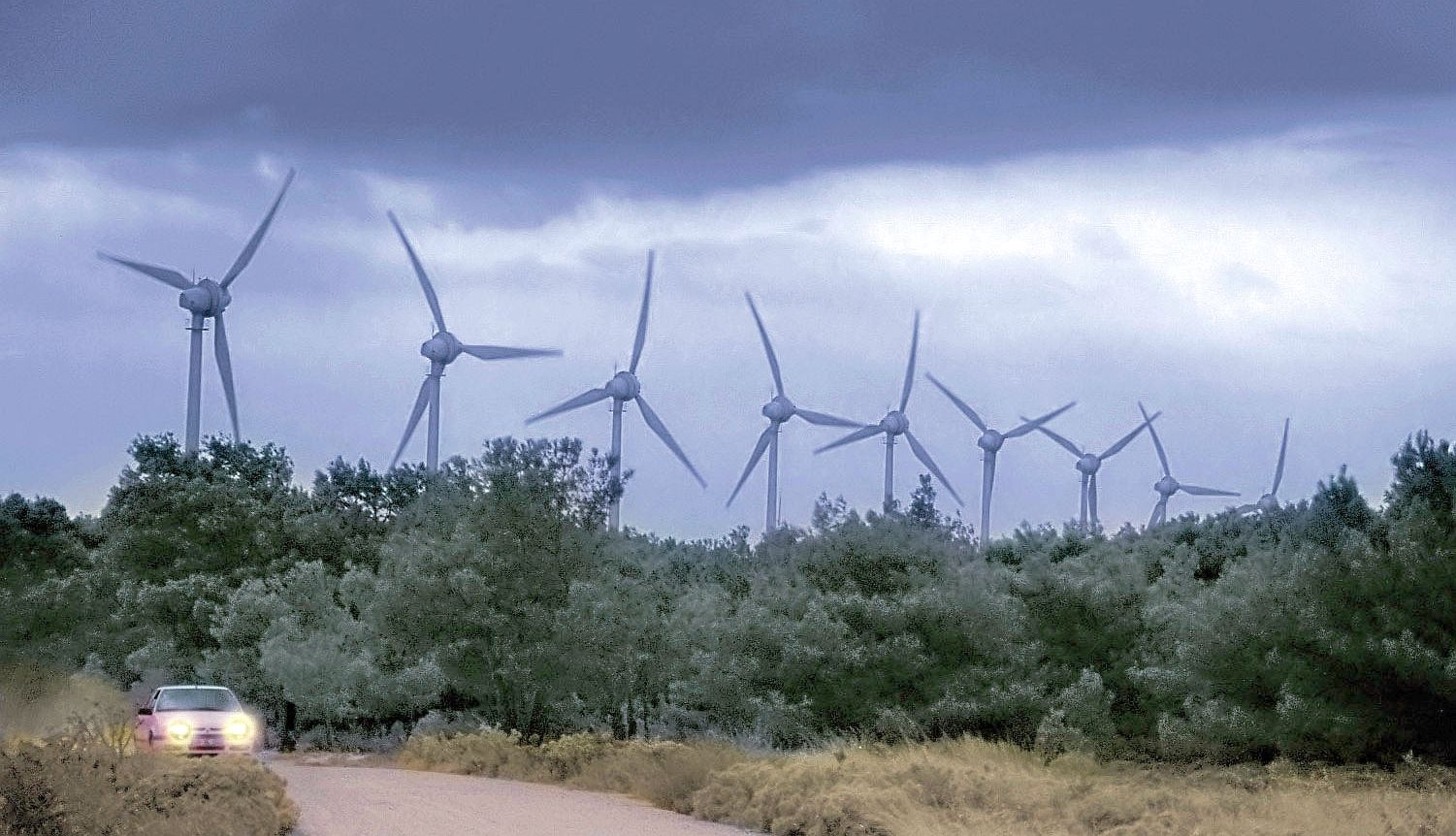
مزرعة رياح في تركيا

تستهلك تركيا أكثر من 6,000 بيتاجول من الطاقة الأولية كل عام، أي أكثر من 20 ميجاوات/ساعة للشخص الواحد. 88٪ من الطاقة هي وقود أحفوري  وتشمل سياسة الطاقة في تركيا تخفيض واردات الوقود الأحفوري، والتي تزيد عن 20٪ من تكاليف الاستيراد  وثلاثة أرباع العجز في الحساب التجاري. تبلغ انبعاثات الغازات الدفيئة من تركيا حوالي 6 أطنان في العام الواحد لكل شخص وهي كمية تفوق المتوسط العالمي.

## نظرة عامة
منذ عام 1990 تضاعف الاستهلاك السنوي للطاقة الأولية إلى ثلاثة أضعاف ليبلغ 1700 تيراوات/ساعة  في عام 2016؛ بما في ذلك 31٪ من النفط و 28٪ من الغاز و 27٪ من الفحم ؛  وارتفعت نسبة انبعاثات CO 2 الناتجة عن احتراق الوقود من 130 ميغاطن (مليون طن) إلى 340 ميغاطن.
على الرغم من أن تركيا تنتج كل ما تحتاجه من الليغنيت (الفحم البني)، إلا أن مخطط سانكي لتوازن الطاقة في تركيا يظهر أن نصف احتياجات البلاد من الفحم وجميع أنواع الوقود الأحفوري الأخرى تقريبا يتم استيرادها، وأن مصادر الطاقة المتجددة تغطي نسبة قليلة من الاحتياجات الطاقية. يتم استيراد ثلاثة أرباع الاحتياجات الطاقية : تعطي سياسة الطاقة في تركيا الأولوية لخفض الواردات، ولكن تم انتقادها من قبل منظمة التعاون الاقتصادي والتنمية بسبب افتقارها إلى تسعير الكربون،  دعم الوقود الأحفوري وعدم الاستفادة من الطاقة الريحية والشمسية الوفيرة في البلاد.
يوضح الرسم البياني للاستهلاك النهائي أن معظم المنتجات النفطية تستخدم في النقل البري وأن المنازل وقطاع الصناعة يستهلكان الطاقة بأشكال مختلفة. يتم توليد الكهرباء بشكل أساسي من الفحم والغاز (حوالي الثلث لكل منهما) والطاقة المائية (حوالي الربع) وكمية صغيرة ولكنها متنامية من مصادر الطاقة المتجددة الأخرى مثل الرياح والطاقة الشمسية. محطة للطاقة النووية قيد الإنشاء.

### الفحم
تنتج تركيا الكثير من الليجنيت، وكلها تقريباً يتم حرقها في محطات توليد الطاقة،  التي تنتج كميات كبيرة من ثاني أكسيد الكربون بمستوى منخفض نسبيا من الكفاءة. تدعم الحكومة محطات توليد الطاقة التي تعمل بالفحم على الرغم من التأثير البيئي لها وترغب في إنشاء المزيد منها.

### الغاز
يبلغ الطلب السنوي على الغاز 50 مليار متر مكعب، أكثر من 30٪ من إجمالي الطلب على الطاقة في تركيا، ويتم توفير أكثر من نصفها من قبل روسيا. يتم تزويد جميع المحافظات الـ81 في تركيا بالغاز الطبيعي، الذي يوفر معظم الحرارة.
معظم الغاز من روسيا يأتي عبر خط أنابيب بلو ستريم، ولكن من المتوقع أن يبدأ تشغيل ترك ستريم في أوائل عام 2020. يأتي الغاز المستورد من إيران عبر خط أنابيب تبريز-أنقرة. تزود أذربيجان تركيا بالغاز عبر خط أنابيب الغاز عبر الأناضول وخط أنابيب جنوب القوقاز. قد يقوم العراق أيضا بتزويد الغاز في المستقبل، من خلال ممر الغاز الجنوبي ، كما أن الغاز من شرق البحر المتوسط هو أمر ممكن أيضا.
كما يتم استيراد 16.5٪ من الغاز كغاز طبيعي مسال، وهو أمر مهم حيث يتم تخزينه لتلبية ذروة الطلب في فصل الشتاء. بلغت نسبة التخزين 7.5٪ من الطلب السنوي في عام 2018 ولكن تم زيادة النسبة وبدأ التبادل الفوري في عام 2018.
اعتبارًا من 2019 يتم إعادة تصدير نسبة صغيرة فقط من واردات الغاز إلى الاتحاد الأوروبي. ومع ذلك، تهدف تركيا إلى أن تصبح مركزا لتجارة الغاز  وإعادة التصدير بشكل أكبر. تم انبعاث 91 ميغاطن من ثاني أكسيد الكربون عن طريق حرق الغاز الطبيعي في عام 2015 ، ومع ذلك، تم تخفيض الإعانات المقدمة لمحطات الطاقة التي تعمل بالغاز في عامي 2019 و 2020، وبالتالي فإن المصانع القديمة الأقل كفاءة قد تقلل من نشاطها في التوليد.
لا يُسمح للشركات الخاصة بإبرام عقود جديدة لخطوط الأنابيب مع الدول التي لديها عقود مع شركة بوطاس للغاز الطبيعي المملوكة للدولة.
محطات الطاقة المملوكة للدولة والتي تعمل بالغاز أقل كفاءة من محطات القطاع الخاص، لكنها يمكن أن تتغلب عليها لأن الدولة تضمن سعرا للحصول على الكهرباء.

### النفط
يتم استيراد كل النفط تقريبا : معظمه من العراق وروسيا وكازاخستان  ومن أذربيجان أيضا. 92 مليون طن من CO2 في عام 2015 تأتي من عملية حرق النفط.

### الطاقة النووية
لا يوجد في تركيا حاليا مفاعلات نووية قيد الاشتغال، لكن يتم بناء محطة للطاقة النووية في أكويو، ومن المتوقع أن تبدأ في الخدمة في عام 2023.

### طاقة متجددة
تعد الطاقة الكهرومائية في تركيا أكبر مصدر للكهرباء المتجددة.، في عام 2018 كانت تشكل نسبة 9٪ من الطاقة الأولية ومصادر الطاقة المتجددة الأخرى بنسبة 6٪.
الطاقة الحرارية الأرضية في تركيا تُستخدم أساسا للتدفئة. من خلال الزيادة الكبيرة في إنتاج الطاقة الشمسية في الجنوب وطاقة الرياح في الغرب، يمكن تلبية الطلب الكامل على الطاقة في البلاد من خلال مصادر متجددة.

## الكهرباء
تم استخدام 303 مليار كيلووات/ساعة من الكهرباء في تركيا في عام 2018،  وهو ما يقرب من خمس كمية الطاقة الأولية في تركيا. نظرا لأن قطاع الكهرباء في تركيا يحرق الكثير من الفحم المحلي والمستورد، فإن أكبر مصدر لانبعاثات غازات الاحتباس الحراري من جانب تركيا هو محطات الطاقة التي تعمل بالفحم في البلاد، والتي يتم دعم الكثير منها. تمثل واردات الغاز، ومعظمها لمحطات الطاقة في تركيا، تكلفة الاستيراد الرئيسية لاقتصاد تركيا. ومع ذلك، فإن الطاقة الشمسية وطاقة الرياح في تركيا يتم زيادتها وموازنتها بواسطة الطاقة المائية الموجودة في البلاد.

## الحفاظ على الطاقة
وفقًا لوزارة الطاقة والموارد الطبيعية، تمتلك تركيا القدرة على خفض ما بين 15 إلى 20 بالمائة من إجمالي الاستهلاك من خلال الحفاظ على الطاقة.

## نقل
يمكن لتركيا توليد 20٪ من إجمالي الكهرباء من الرياح والطاقة الشمسية بحلول عام 2026 دون تكاليف إضافية لنظام النقل.